# Delegazione Iztapalapa
La Delegazione Iztapalapa è una delle sedici delegazioni che dividono il territorio di Città del Messico. Il suo nome deriva dalle parole nahuas Iztapalli (pietra), atl (acqua) e pan (sopra). Quindi la traduzione letterale è Sopra le pietre dell'acqua o Nell'acqua delle pietre.
La toponimia di Iztapalapa fa allusione alla sua antica situazione di città di riviera sul Lago Texcoco. L'attuale demarcazione politica prende il nome dall'antica Iztapalapa de Cuitláhuac cittadina azteca fondata nel XIV secolo, oggi ospita la presidenza della delegazione.
Iztapalapa si trova nella zona orientale del distretto Federale. Confina a nord con la delegazione Iztacalco; a ovest con la delegazione Benito Juárez e con Coyoacán; a sud, con le delegazioni Tláhuac e Xochimilco; e a est con i comuni dello Stato del Messico di Nezahualcóyotl, La Paz e Valle de Chalco Solidaridad.